# Корисні копалини Узбекистану
Корисні копалини Узбекистану.

## Загальна характеристика
У надрах Узбекистану виявлено 100 видів корисних копалин, зосереджених в бл. 1000 родовищах і 1900 рудопроявах. Значні запаси природного газу, руд золота, міді, свинцю, цинку, вольфраму, солей, алюмінієвої сировини, нерудних буд. матеріалів (табл. 1). Загальний мінерально-сировинний потенціал країни становить 3,5 трлн дол. США (на 2002). Питома цінність видів мінер. сировини в Узбекистані така: нафта, газ, конденсат — 28,8%; вугілля – 10,2%; золото — 7,1%; кольорові, рідкісні, радіоактивні та чорні метали — 8,1%; керамічна і склосировина — 6,4%; флюсова та ін. промислова сировина — 15,1%; сировина для мінеральних добрив — 4,1%; для хімічної промисловості — 6,0%; будівельні матеріали — 14,2%. За підтвердженими та перспективними запасами золота, урану, нафти, міді, вольфраму, калійних солей, фосфоритів, каоліну Узбекистан займає провідні місця в регіоні і світі.
Таблиця 1. — Основні корисні копалини Узбекистану станом на 1998-1999 рр.
| Корисні копалини               | Запаси       | Запаси   | Вміст корисного компоненту в рудах, % | Частка у світі, % |
| Корисні копалини               | Підтверджені | Загальні | Вміст корисного компоненту в рудах, % | Частка у світі, % |
| Вольфрам, тис. т               | 32           | 85       | 0,6 (WO3)                             | 1,2               |
| Золото, т                      | 2100         | 3350     | 0,25 – 2,3 г/т                        | 4,3               |
| Мідь, тис. т                   | 16240        | 16940    | 0,39 (Cu)                             | 2,4               |
| Молібден, тис. т               | 145          | 150      | 0,005 (Мо)                            | 1,6               |
| Нафта, млн т                   | 250          |          |                                       | 0,2               |
| Плавиковий шпат, млн т         | 0,8          | 1,1      | 37 (CaF2)                             | 0,4               |
| Природний горючий газ, млрд м3 | 1873         |          |                                       | 1,3               |
| Свинець, тис. т                | 1918         | 2800     | 1,8 (Pb)                              | 1,6               |
| Срібло, т                      | 10000        | 22900    | 190 г/т                               | 1,8               |
| Вугілля, млн т                 | 1924         | 1953     |                                       |                   |
| Фосфорити, млн т               | 40           | 63       | 19 (Р2О5)                             | 0,79              |
| Цинк, тис. т                   | 4722         | 5550     | 2,4 (Zn)                              | 1,7               |
| Уран, тис. т                   | 66,21        | 105,57   | 0,1                                   | 2,6               |

На території країни розвідані і підготовлені до розробки родовища, що оцінюються в 500 млрд дол. при оцінці загальної мінерально-сировинної бази в 3000 млрд дол. [Mining J. - 1999. - 333, 8556].

## Окремі види корисних копалин
Нафта і газ. На 2002 р. розвідано близько 170 родовищ нафти, газу і конденсату (за даними GEONEWS.com.ua в кінці 2003 р. — близько 200 родовищ). Родовища вуглеводнів платформної частини Узбекистану входять до складу Амудар’їнської газонафтоносної провінції, Північнокавказько-Мангишлацької нафтогазоносної провінції і Північно-Устюртської нафтогазоносної області. Більша частина родовищ пов'язана з карбонатною формацією верхньої юри (62%), з відкладами верхньої крейди (16%), нижньох крейди (15%), нижньої і середньої юри (7%). Родовища в основному багатопластові. Для цього регіону характерне переважання газових ресурсів над нафтовими. З загального числа покладів 66% — газові, 20% — газово-нафтові і нафтогазові і 14% — нафтові. Найзначніші Газлінське, Кандимське, Зевардінське, Култакське, Шуртанське, Шахпахтінське, Акчалакське родовища. Нафта з карбонатних колекторів метанонафтенова з низьким вмістом S і густиною 840-880 кг/м³. Гази зі значним вмістом H2S.
Родовища зони постплатформної активізації входять до складу Ферганської та Сурхан-Вахшської нафтогазоносної області. Переважають нафтові поклади. Більша частина родовищ виявлена в бортах Ферганської западини. Нафти в основному легкі, малосірчисті, парафінисті. Вільні гази гірських порід крейди і юри сухі, розчинені гази нафтогазових родов. палеогену — жирні.
Станом на 2001 р. потенційні ресурси газу в Узбекистані оцінюються в 6,3 трлн м³, доведені запаси — в 1870 млрд м³. Понад 90% запасів зосереджено в Бухаро-Хівінському районі (Амудар’їнський НГБ). Відкрито понад 130 газових родовищ. Значні ресурси газу сконцентровані в Сурхандар’їнському (Афгано-Таджицький НГБ) і Устюртському (Устюртський НГБ) районах.
Вугілля. У 2000 р. розвідані запаси вугілля в країні становили 1900 млн т., в т.ч. бурого — 1853 млн т., кам’яного — 47 млн т. Прогнозні ресурси складають понад 7 млрд т, з них кам’яного вугілля — 5718 млн т. В Узбекистані виявлено 28 перспективних вугленосних площ. Запаси кам'яного вугілля зосереджені в 2 родовищах Сурхандар’їнської області: Шаргунському і Байсунському. Вугленосна товща юри залягає на гнейсах і сланцях докембрію і теригенно-карбонатних та осадово-ефузивних породах палеозою. Середня потужність робочого пласта Шаргунського родовища 4,6 м. На Байсунському родовищі вугленосна товща складається з двох горизонтів, що містять до 11 прошарків вугілля, потужність найбільшого 2,4 м. Вугілля кларен-дюренове низькозольне, піснувато-спікливе, сірчисте. Запаси бурого вугілля укладені у найбільшому в Узбекистані Ангренському родовищі і становлять 1926,7 млн т.
Рудні корисні копалини. В Узбекистані розвідано понад 100 рудних родовищ понад 30 видів мінеральної сировини: 51 родовище благородних, 41 — кольорових, рідкісних і радіоактивних металів, 4 — чорних металів, 7 родовищ плавикового шпату.
Залізняк в Узбекистані не утворює великих скупчень. Відомо 4 родовища (2002). Прогнозні ресурси становлять 4,3 млрд т руди із вмістом Fe2O3 15,2-16,6%. Руди прожилково-вкраплені качканарського типу (головні рудні мінерали: магнетит, мартит, ільменіт; попутні компоненти: V, Cu; домішки: Ti, Ni, Co). Марганцеві руди представлені дрібними непромисловими родовищами різних генетичних типів. Таким чином в Узбекистані відсутня власна суттєва залізо- і марганцеворудна база.
Алюмінієві руди представлені переважно непром. виявами бокситів і алунітів. На межі XX-XXI ст. в Узбекистані розвідане Гушсайське родовище алунітових руд із загальними запасами 130 млн т. Планується переробка руд в глинозем.
Бісмут. Запаси бісмутових руд зосереджені в Чаткало-Курамінському районі. Тут виявлені власне бісмутові (Устарасайське), арсено-бісмутові (Брічмулінське), мідно-бісмутовві (Кизилгутське та ін.) родовища. Рудні тіла локалізуються в гранітоїдних породах, кислих і середніх ефузивах. Промислове значення мають жили і пластові тіла, складені кварцом з гніздами анкериту, кальциту, флогопіту, хлориту, флюориту, а також сульфідами (піротин, пірит, бісмутин і інш.), шеєлітом, жозеїтом, самородним бісмутом; поклади містять до 80% піротину.
Вольфрам. Відомо понад 140 родовищ і виявів вольфрамових руд різних генетичних типів. Промислове значення мають скарнові і штокверкові шеєлітові, кварц-ґрейзенові родовища. Кизилкум розглядається як вольфрамоносна провінція. На 2002 р. розвідано 6 родовищ вольфраму скарнового типу зі значними запасами, але низьким вмістом корисних копалин і складними гірничо-геологічними умовами. Крім того, в Кизилкумі розвідане велике родовище полевошпат-кварцового типу Саутбай (Sautbai), запаси якого оцінюються в 17 тис. т W (4 млн т руди з 19,9 тис.т триоксиду вольфраму). Неподалік від цього родовища знаходиться перспективна площа Саритай (Sarytai), на якій, за оцінками, може бути локалізовано вдвічі більше вольфраму, ніж на Саутбаї.
Благородні метали. Запаси золотих і срібних руд Узбекистані значні. Станом на 2002 р. за підтвердженими запасами золота країна посідає 7-е місце у світі (після ПАР, США, Канади, Росії· Австралії та Індонезії), за імовірними запасами — 6-е (після ПАР, США, Канади, Росії і Бразилії). Вони знаходяться у власне золоторудних і комплексних родовищах, де тонкі включення Ag і Au вкраплені в сульфідні, рідше жильні мінерали. Власне золоторудні і золото-срібні ендогенні родовища представлені постмагматичними утвореннями вулканогенного і плутоногенного типів. Екзогенні родовища — алювіальні і пролювіальні. Узбекистан має 41 золотоносне поле, включаючи 33 жильних. Основні запаси золота (близько 70%) зосереджені в рудних родовищах Центрального Кизилкуму. Найбільше родовище — Мурунтау (найбільше в Євразії). В Ташкентській області поблизу м. Ангрен є родовища золота Кизилалмасай та Кочбулак. Підготовлені до розробки родовищ срібних руд: Високовольтне, Окжєтпєс, Косманачі в Навоїнській області, триває розвідка родовища Актепє в Наманганській області (дані 2002 р.). Загалом в Узбекистані відкрито 48 родовищ золота, в тому числі 39 власне золоторудних і 9 комплексних.
Запаси руди в гірському відведенні підприємства Мурунтау оцінюються в 600 млн т із вмістом Au приблизно 2 г/т і достатні для його експлуатації до 2032 р. Запаси складованих бідних руд становлять 220 млн т зі середнім вмістом Au 1,4 г/т. Підтверджені запаси золота на родовищі Мурунтау — близько 2100 т [Mining Annual Review 2002].
Мідь. За запасами міді Узбекистан знаходиться на 10-11 місці у світі. Відомо близько 900 родовищ і виявів мідних руд різних генетичних типів. Промислове значення мають мідно-порфірові родовища в Алмаликському районі Ташкентської області. Прожилково-вкраплені руди пов'язані з сієніт-діоритовими фаціями гранітоїдних масивів середнього карбону, ефузивами нижнього девону і штоками ґранодіорит-порфірів верхнього карбону — нижньої пермі. Вміст Cu в промислових рудах 0,3-1,0%, в окиснених 0,32-3%, в зоні повторного сульфідного збагачення 0,3-4%; вміст Мо до 0,01%. Крім того, руди містять Au, Ag, рідкісні метали.
Молібден. Запаси молібденових руд зосереджені в скарново-шеєлітових родовищах Західного Узбекистану і мідно-порфірових рудах Алмаликського району. Дрібні родовища і вияви власне молібденових руд, поширених в Нуратинських і Чаткало-Курамінських горах, Гіссарському хребті, промислового значення не мають.
Поліметали. Свинцево-цинкові руди представлені плутоногенними скарново-гідротермальними поліметалічними, вулканогенними стратиформними, колчеданно-поліметалічними, метасоматичними і гідротермальними жильними родовищами. Запаси Pb і Zn приурочені в основному до родовища Алтин Топкан і оцінюються понад 1 млн т.
Стронцій. Відомо понад 40 виявів і родовищ стронцієвих руд осадового походження. Єдине промислове родовище виявлене в сульфат-карбонатних відкладах палеоцену (Бухарська обл.).
Олово. Олов'яні руди представлені дрібними родовищами і виявами (понад 130) в басейні р. Ангрен, Зірабулак-Зіаетдінських горах і в горах Кугітангтау. Карнабське родовище пов'язане з інтрузією біотитових гранітів і ґранодіоритів, що проривають вапняки і сланці нижнього силуру. Рудні жили складені кварцом, турмаліном, серицитом, каситеритом, арсенопіритом, піритом, сфалеритом, халькопіритом, ґаленітом, флюоритом.
Уран. За розвіданими запасами уранових руд Узбекистан займає у 2000 р. 8-е місце у світі (106 тис. т урану, частка у світі 3,2%).
Гірничохімічна сировина в країні на 2002 рік представлена 14 родовищами, а саме: калійними, кам'яними і сульфатними солями, мінеральними пігментами, сіркою, флюоритом та іншими корисними копалинами. Територія Узбекистану — одна з найбільших в Євразії соленосних провінцій. Родовища зазвичай комплексні за складом і пов'язані з юрськими, нижньокрейдовими, неогеновими і четвертинними галогенними формаціями. Особливо поширені кам'яні, менше калійні, потім сульфатні солі. Соляні товщі складаються в основному з ґаліту, сильвініту і астраханіту. Запаси кам'яних солей 8,87 млрд т, калійних — 400 млн т (в перерахунку на K2O 93,5 млн т), сульфату натрію — 65,9 млн т. В країні відомо близько 100 дрібних родовищ і виявів природних мінеральних пігментів, що локалізуються в осадових мезозойсько-кайнозойських відкладах, корах вивітрювання. Найперспективніші об'єкти знаходяться в Бухарській і Ташкентській областях. Родовища глауконіту розвинені в піщано-глинистих відкладах Північної Фергани, Кизилкумі і інш. районах. Запаси глауконітових пісковиків родовища Чангинське (Ташкентська область) становлять 14 млн т.
Самородна сірка. Промисловий інтерес представляють концентрації сірки в комплексних сульфідних рудах свинцево-цинкових і мідних родовищ, а також в горючих газах Шуртанської групи родовищ.
Озокерит. Єдине промислове родовище озокериту виявлене в Ферганській області. Пласти палеогенових вапняків сумарною потужністю 9,8 м і довж. до 3 км містять до 4,25% озокериту.
Флюорит. Понад 200 родовищ і виявів флюориту відомо в Чаткало-Курамінських горах і південно-західних відрогах Гіссарського хребта. Найпоширеніший гідротермальний тип зруденіння, до якого належать всі промислові родовища: Агата-Чібаргатинське, Наугіскенське, Суппаташське (Ташкентська і Наманганська області). Більша частина родовищ пов'язана з інтрузивними і вулканогенними комплексами пізнього палеозою, одиничні поклади — з карбонатними відкладами карбону. Рудні тіла представлені жилами карбонат-кварц-флюоритового складу протяжністю до 300 м і потужністю до 15 м. Вміст флюориту досягає 35-40%.
Фосфорити. Поклади фосфоритів приурочені до відкладів палеогену, крейди, девону, силуру і докембрію та поширені в основному в Бухарській, Ферганській, Ташкентській областях та Каракалпакії. Промислову цінність представляють зернисті фосфорити палеогену, запаси яких в найбільшому Джерой-Сардар'їнському родовищі становлять 57,7 млн т при вмісті P2O5 19% (оцінка на 2002).
Нерудна індустріальна сировина представлена родовищами азбесту, воластоніту, графіту, бентонітових глин, каоліну, кварцових пісків і польового шпату. Дрібні родовища і вияви азбесту пов'язані з інтрузіями ультраосновних порід кам'яновугільної доби і пермі (родовище Тамдинське в Бухарській обл.). Понад 40 дрібних родовищ і виявів воластоніту пов'язані з термально-метаморфічними змінами на контактах гранітоїдних інтрузій і карбонатно-сланцево-піщаних вмісних гірських порід. Запаси єдиного промислового родовища Койташське (Самаркандська область) 4,1 млн т. Численні дрібні родовища і вияви графіту (понад 30) представлені різними генетичними типами. Рудні тіла з середнім вмістом графіту 11 % приурочені до контактів і міжпластових тіл габроїдів в товщі вапняків девону. Запаси родовища Тасказганське (Навоїнська область) 6,1 млн т (на 2002). Запаси бентонітових глин зосереджені у відкладах крейди і палеогену Каракалпакії та численних областей Узбекистану. На півдні країни підготовлені до освоєння родовища бентонітових глин Хаудаг і Арабдашт з запасами 20,6 млн т (2002). Балансові запаси родовища Азкамарське становлять 3,9 млн т. З розкривними породами Ангренського вугільного родовища пов'язані значні запаси каолінів (0,46 млрд т). Запаси первинних каолінів, що залягають у підошві вугільного покладу, 45,6 млн т. Численні родовища кварцових пісків виявлені в надводно-дельтових і морських відкладах крейди-палеогену (західні і східні райони Узбекистану). Родовища жильного кварцу і польового шпату відомі в Самаркандській і Ташкентській областях та Каракалпакії. Запаси полевошпатової сировини родов. гранітів — 37 млн т. Родовища тальку виявлені на півночі Узбекистану в осадово-метаморфічній товщі силуру і девону. Руди представлені талькітом, тальк-магнезитом і тальк-тремолітом; запаси їх невеликі. У Республіці Каракалпакстан на півдні Узбекистану оцінені ресурси глауконіту — 21 млн т. (2002).
Нерудні будівельні матеріали є практично у всіх областях Узбекистану (на 2002 р — 522 родовищ). Цегельна і аглопоритова сировина розвідана в понад 160 родовищах з сумарними запасами 407,5 млн м³. Запаси 73 піщано-гравійних родовищ становлять 915,3 млн м³. Виявлено 32 родовища бутового, стінового каменя і щебеню із запасами 352,9 млн м³. Запаси облицювальних каменів (декоративних гранітів, туфів, мармурів і вапняків) становлять 52,5 млн м³; вони зосереджені в 30 родовищах. Розвідано близько 10 родовищ карбонатної сировини для цементу і понад 20 — для вапна. Керамзитова сировина представлена 11 родовищами глин із запасами 134,1 млн м³. Відомі також родовища гіпсу і ангідриту.
Дорогоцінні і виробні камені в Узбекистані (на 2002 р виявлено 51 родовищ) представлені виявами аметисту в ґранатових скарнах, пегматитах і туфолавах; бірюзою, алмазами та ін. У Ташкентській і Сурхандар’їнській областях поширені одноколірні і строкаті яшмові породи. У Самаркандській, Кашкадар’їнській, Ташкентської областях виявлені родовища натічного і жильного мармурового оніксу. Відомі також родовища виробного мармуру, агальматоліту і вияви родоніту.
Мінеральні води. В Узбекистані виявлені сірководневі, йодобромні мінеральні, а також термальні підземні води — на 2002 р. всього 151 родовище.